# Корсли Едвардс
Корсли Едвардс (енгл. Corsley Edwards; Балтимор, Мериленд, 5. март 1979) је бивши амерички кошаркаш, а садашњи кошаркашки тренер. Играо је на позицији центра.

## Каријера
На НБА драфту 2002. одабран је као 58. пик од стране Сакраменто кингса. Током сезоне 2004/05. одиграо је 10 утакмица за Њу Орлеанс хорнтесе. Током каријере је наступао за велики број тимова на неколико континената (Америка, Европа, Азија, Африка). Неки од познатијих тимова су били Фенербахче, Банвит и Гранада.
Едвардс је у сезони 2010/11. са великим успехом наступао за Цедевиту, у АБА лиги је у просеку постизао 12,9 поена, а у Еврокупу 12,3 поена и 7 скокова, а са Цедевитом је те сезоне стигао и до фајнал фора Еврокупа. После одласка из Цедевите, каријеру наставља у пољском Анвилу, за који је у сезони 2011/12. у просеку бележио 14,7 поена и 5,8 скокова. У сезони 2012/13. је наступао за Игокеу са којом је заузео прво место у регуларном делу Јадранске лиге и освојио Првенство и Куп Босне и Херцеговине.

## Успеси

### Клупски
- Игокеа:
  - Првенство Босне и Херцеговине (1): 2012/13.
  - Куп Босне и Херцеговине (1): 2013.